# Rinnbachsee
Der Rinnbachsee ist ein künstliches Gewässer nördlich von Eching, Landkreis Freising, Oberbayern.
Das Gewässer befindet nördlich von Eching direkt am Autobahnkreuz Neufahrn.
Der See ist wie zahlreiche andere Gewässer in der Umgebung als Baggersee in den 1960er Jahren entstanden. Er entwässert indirekt über die Mauka, einen Zufluss der Moosach im Freisinger Moos.